# ジョージ・ウィリス・カーカルディ

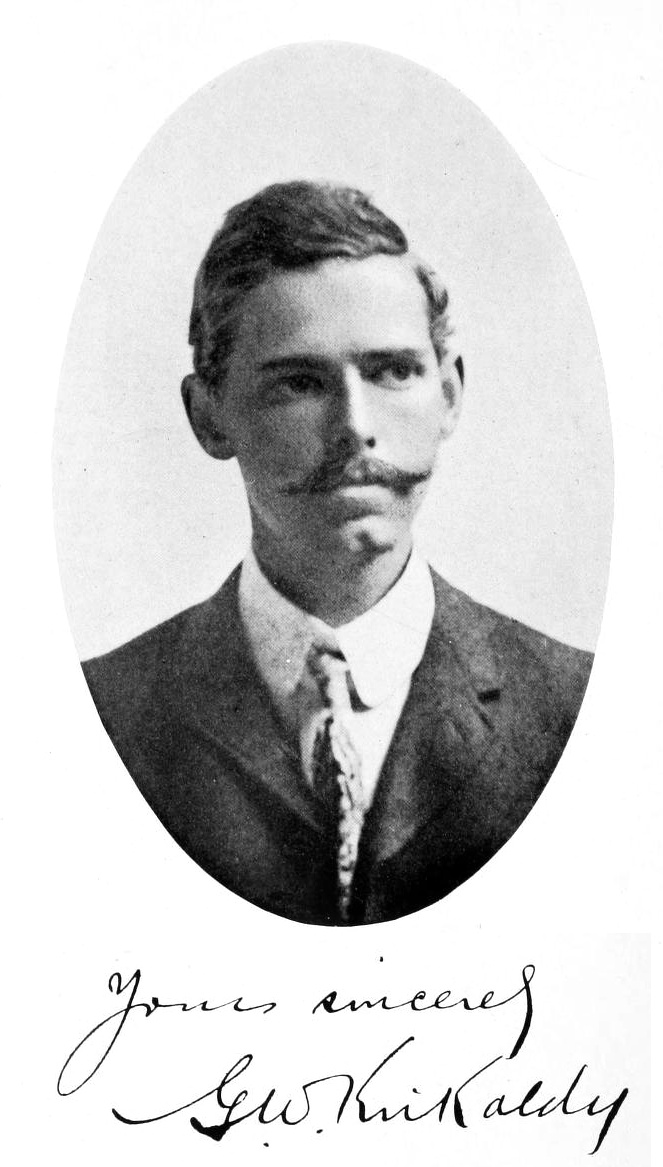
ジョージ・ウィルス・カーカルディ

ジョージ・ウィリス・カーカルディ（George Willis Kirkaldy、1873年 – 1910年2月2日）は、イギリスの昆虫学者である。半翅目専門家であった。昆虫の学名に「ペギーキスミー」「ポリーキスミー」などの学名をつけて、ロンドン動物学会から非難された。

## 略歴
グレーター・ロンドンのクラパム（Clapham）に生まれた。若い頃から博物学に興味を持った。1903年にアメリカ合衆国農務省のハワイ砂糖栽培協会試験場で働くためにハワイに渡った。ホノルルで乗馬の事故で脚をひどく骨折し、生涯、癒えることなく、サンフランシスコの病院での何度目かの手術の後、没した。王立昆虫学会のフェローであり、著書に"the 1906 Leafhoppers and their Natural Enemies. Pt IX. Leafhoppers - Hemiptera" (Bulletin of the Hawaiian Sugar Planters Association Division of Entomology 1(9): 271-479), や"the 1909 Catalogue of the Hemiptera (Heteroptera) with biological and anatomical references, lists of foodplants and parasites" (Berlin) があり、非常に多くの新種や新属を記載した分類学の論文を執筆した。
カーカルディが昆虫につけた学名は、Ohchisme、Dolichisme、Elachisme、Florichisme、Isachisme、Marichisme、Nanichisme、Peggichisme、Polychisme、などで、ギリシャ語のつづりの "-chisme" は「キスミー」と発音され、おそらくはかつて恋仲にあったさまざまな女性名を前につけているように思われた。1917年にロンドン昆虫学会の会長を務めた、ウォルシンガム伯爵（Thomas de Grey, 6th Baron Walsingham）から国際昆虫学会議に、この命名は伝統に従っていないので無効であると文書で抗議された。
カーカルディのAuchenorrhyncha や Heteropteraなどのコレクションは、ロンドン自然史博物館、カンザス大学)、ホノルルのバーニス・P・ビショップ博物館、ワシントンD.C.の国立自然史博物館に収められた。